# Air Alas
Air Alas är ett vattendrag i Indonesien. Det ligger i provinsen Bengkulu, i den västra delen av landet, 500 km väster om huvudstaden Jakarta.